# 임실소방서
임실소방서는 전북특별자치도 임실군을 관할하는 소방서이다.

## 연혁
- 2023년 7월 11일 임실소방서 개서.